# وو یون
وو یون (به انگلیسی: WooYun) (چینی ساده: 乌云网; به معنای «ابر تاریک») یک پلت‌فرم افشای آسیب‌پذیری مستقر در سرزمین اصلی چین بود که در ماه مه ۲۰۱۰ توسط فانگ شیائودون و منگ د تأسیس شد. یک بیانیه در ۲۰ ژوئیه ۲۰۱۶ اعلام کرد که سایت برای ارتقاء پایین آمده و در کوتاه‌ترین زمان ممکن بازسازی خواهد شد.با این حال، تا تاریخ ۱۲ آوریل ۲۰۲۱، وبگاه غیرقابل دسترسی است.
وو یون خود را «یک بستر رایگان و برابر برای گزارش آسیب پذیری ها» معرفی کرد. نام دامنه Wooyun.org در ۶ مه ۲۰۱۰ ثبت شده‌است.

## حوادث حقوقی

### جیایوان و یوان وی
یک کلاه سفید به نام یوان وی ("YW") در دسامبر ۲۰۱۵ آسیب‌پذیری SQL را به Jiayuan.com ارسال کرد. جی یوآن مشکل را برطرف کرد و به‌طور علنی از YW تشکر کرد، اما او را به اتهام سرقت بیش از ۹۰۰ ردیف اطلاعات شخصی در ژانویه ۲۰۱۶ گزارش داد. این مظنون در ماه آوریل در حالی که خود را بی گناه می‌دانست، بازداشت شد و توضیح داد که دسترسی در برنامه sqlmap ایجاد شده‌است.

### خاموش شدن
در شامگاه ۱۹ ژوئیه ۲۰۱۶ شخصی خبر داد همه مدیران ارشد وو یون توسط پلیس دستگیر شده‌اند.
وال استریت ژورنال گفت مشخص نیست که دولت چین آن را تعطیل کرده‌است یا سازندگان آن.
iThome.com.tw حدس زد که محتمل‌ترین دلیل خاموش کردن وو یون این است که هکرهای این پلتفرم یک آسیب‌پذیری را در سیستم اداره کار جبهه متحد چین کشف کردند، که اسرار دولتی چین را فاش می‌کرد و پا روی خط قرمز دولت چین گذاشتند.